# Prostaatvibrator
Een prostaatvibrator is een vibrator die ingebracht wordt in de anus om de prostaat te stimuleren. Prostaatstimulators kunnen in dildovorm worden verkregen, waarbij altijd een specifieke kromming in de schacht is waar te nemen. Deze kromming zorgt ervoor dat het speeltje bij het inbrengen automatisch richting de prostaat beweegt. Wat de prostaatvibrator onderscheidt van een prostaatdildo, is het vermogen om te kunnen vibreren. Met behulp van een afstandsbediening of knoppen op het handvat, is het mogelijk om tussen de verschillende vibratiestanden te schakelen. De meeste prostaat vibrators werken op batterijen of een oplaadbare accu.

## Gebruiksmethodes
Het gebruik van een prostaatvibrator kan verschillende redenen hebben: vanuit medische overwegingen of voor het genot. De populairste gebruiksmethode is als seksspeeltje ter stimulering van de prostaat. De vibrator kan echter ook op een andere manier gebruikt worden, waarbij deze gedragen wordt op dezelfde manier waarop een buttplug gedragen kan worden. De prostaat is voor mannen moeilijk te bereiken met de hand of vingers en veel mannen kunnen dan ook net hun eigen prostaat aanraken of voelen, maar voor stimulering is over het algemeen een hulpmiddel als een prostaatvibrator nodig. De meeste prostaatvibrators zijn dusdanig vormgegeven dat ze ook de plek vlak bij de prostaat onder de testikels raken. Deze plek wordt het perineum genoemd en is voor sommige mannen een gevoelig en daardoor opwindend gebied. 

## Techniek
De prostaatvibrator heeft vaak een licht gebogen vorm om ervoor te zorgen dat de erogene zone makkelijk en zonder al te veel moeite bereikt kan worden. De prostaatvibrator dient met zorg ingebracht te worden. De meest gebruikte en makkelijkste techniek om de vibrator in te brengen is door op de zij te liggen en de benen licht op te trekken met een gebogen knie. Voorzichtigheid is geboden en het gebruik van glijmiddel wordt aangeraden om de sluitspier en de huid hieromheen niet te beschadigen. Door de sluitspier te ontspannen en aan te spannen kan de prostaatvibrator door beweging ingebracht worden. Hierna kan deze met vibraties aangezet worden of door licht druk uit te oefenen met de hand, de prostaat gestimuleerd te worden. Het is belangrijk om rustige bewegingen te maken en stotende bewegingen te vermijden om interne beschadigingen te voorkomen. Te krachtige massage kan gevolgen hebben waaronder bloedingen, cellulitis, bloedvergiftiging en rectale kloven. De prostaatvibrator kan tijdens de gemeenschap gebruikt worden voor extra stimulatie of solo tijdens masturbatie.

## Hygiëne
Voor een veiliger gebruik kunnen latex-handschoenen gebruikt worden.